# 王宝营子乡
王宝营子乡，是中华人民共和国辽宁省葫芦岛市建昌县下辖的一个乡镇级行政单位。

## 行政区划
王宝营子乡下辖以下地区：
王宝营子村、青松村、京油杖子村、兴盛永村、田家窝铺村、城子沟村、兴隆庄村和安子沟村。